# Valtorta
Valtorta é uma comuna italiana da região da Lombardia, província de Bérgamo, com cerca de 345 habitantes. Estende-se por uma área de 30 km², tendo uma densidade populacional de 12 hab/km². Faz fronteira com Barzio (LC), Cassiglio, Gerola Alta (SO), Introbio (LC), Ornica, Vedeseta.

## Demografia
| Variação demográfica do município entre 1861 e 2011                               |
|                                                                                   |
| Fonte: Istituto Nazionale di Statistica (ISTAT) - Elaboração gráfica da Wikipedia |